# Vitus Lake
Vitus Lake er en sø i Alaska, der er 23 km lang og 9 km bred. Søen er opkaldt efter Vitus Bering, der anførte den russiske Alaska-ekspedition i 1741. Beringgletsjeren udgør nordsiden af Vitus Lake, og søen afvandes via Seal River til Alaskagolfen.
Søen hævdes at være hjemsted for kryptiden "Vittie".
| Vandsport/vandtransport | Spire Denne vandsports- eller vandtransportsartikel er en spire som bør udbygges. Du er velkommen til at hjælpe Wikipedia ved at udvide den. |